# Lưu Vĩnh Hành
Lưu Vĩnh Hành (tiếng Trung: 刘永行, sinh tháng 6 năm 1948) là một doanh nhân tỷ phú người Trung Quốc. Ông là nhà sáng lập, Chủ tịch Hội đồng quản trị kiêm CEO Tập đoàn Hi Vọng Phương Đông - một công ty Trung Quốc hoạt động trong lĩnh vực kinh doanh nông sản cũng như các ngành công nghiệp hóa chất và kim loại phi sắt. Ông là Chủ tịch danh dự của Phòng Thương mại Thượng Hải tại tỉnh Tứ Xuyên, là giáo sư bán thời gian tại Đại học Nông nghiệp Trung Quốc, giảng viên MBA (Thạc sĩ Quản trị kinh doanh) và là thành viên Ủy ban Thường trực Hội nghị Hiệp thương Chính trị Nhân dân Trung Quốc.

## Đời tư
Lưu Vĩnh Hành sinh tại tỉnh Tứ Xuyên, Trung Quốc và có 3 anh em trai là Lưu Vĩnh Ngôn (刘永言), Trần Dục Tân (陈育新) tức Lưu Vĩnh Mỹ (刘永美) và Lưu Vĩnh Hảo (刘永好), cũng như có một người em gái là Lưu Vĩnh Hồng (刘永红). Họ khởi đầu với công việc là những công nhân nông trường ở địa vị thấp kém trong xã hội do xuất thân trong gia đình địa chủ giàu có từ trước Cách mạng Văn hóa.
Lưu Vĩnh Hành tốt nghiệp Đại học Tây Hoa năm 1968.
Vợ ông Lưu là một nhà tâm lý học có qua đào tạo, họ có với nhau một đứa con. Ông Lưu hiện cư trú tại Thượng Hải.

## Sự nghiệp
Vào cuối thập niên 1970, Lưu Vĩnh Hành cùng các anh em của mình sáng lập một công ty điện tử nhưng sớm phải giải thể ngay sau đó, bởi những dự án kinh doanh như này bị xem là "quá tư bản chủ nghĩa" ở thời điểm đó.
Năm 1982, Lưu Vĩnh Hành và ba anh em tích lũy được 1.000 NDT và khởi lập một công ty có tên là "Tập đoàn Hi Vọng". Hoạt động kinh doanh bao gồm việc nuôi chim cút và ấp trứng gà tại tỉnh Tứ Xuyên. Ngoài ra họ còn thành lập Trung tâm Nghiên cứu Hi Vọng về thức ăn cho động vật vào năm 1986.
Năm 1999, Lưu Vĩnh Hành di dời trụ sở Tập đoàn Hi Vọng Phương Đông của mình tới Thượng Hải, Trung Quốc.
Năm 2002, ông bắt đầu kinh doanh trong ngành công nghiệp nhôm.

## Giải thưởng và vinh danh
Năm 2002, Lưu Vĩnh Hành được nhận giải thưởng "Top 10 nhà lãnh đạo kinh tế Trung Quốc năm 2001 của đài CCTV" cũng như giải "Top 10 nhà lãnh đạo tài chính năm 2001 của Sohu".

## Tài sản
Lưu Vĩnh Hành được công nhận là một trong những tỷ phú giàu nhất Trung Quốc. Ông xếp hạng thứ 18 trong bảng Danh sách người giàu Trung Quốc của tạp chí Forbes (Mỹ) với giá trị tài sản 6,6 tỷ đô la, đưa ông trở thành cư dân giàu có nhất Thượng Hải. Chỉ số Tỷ phú của Bloomberg xếp ông ở vị trí thứ 93 toàn cầu với 12,3 tỷ đô la Mỹ. Các anh em của ông cũng là tỷ phú và tự sở hữu riêng các công ty của chính mình.